# Pellestrina
Pellestrina je otok u mnogo čemu nalik na obližnji Lido s kojim tvori barijeru između Venecijanske lagune i Jadranskog mora.
Poput Venecijanskog Lida i Pellestrina je dugačka (preko 10 km), ali je od Lida još i uža. Pellestrina se nalazi na južnoj strani Venecijanske lagune, blizu grada Chioggie, s kojim je usko povezana povijesno i kulturno. Istočna (Jadranska) obala otoka ojačana je podzidanom kamenom obalom zvanom murazzi izgrađenom u 18. stoljeće da se spriječi daljnja erozija otoka i lagune.
Duž cijelog otoka ide cesta od Santa Maria del Mare na sjeveru, koji je povezan s Lidom do Pellestrina na jugu koja je trajektima povezana s Chioggiom.
Na Pellestrini ukupno živi 4.126 stanovnika u tri naselja; San Pietro in Volta(1194) na sjeveru, Pellestrina(2819) na jugu i Santa Maria del Mare (113). 